# Tidal Choking
Tidal Choking (englisch; deutsch Gezeitendrosselung) ist ein Effekt in Meeresarmen, die nur durch schmale Meerengen mit der offenen See verbunden sind. Durch die starke Einengung der Gezeitenströme wird der Einfluss der Gezeiten des Außengewässers auf das Innengewässer gedämpft. Infolgedessen ist der Tidenhub im Innengewässer geringer als im Außengewässer und die Tidenumkehr findet später statt.

## Zusammenfassung
Der Effekt erklärt sich dadurch, dass durch schmale Meerengen weniger Wasser strömen kann als durch weite Öffnungen zur See. Wenn Ebbe ist, kann das Innengewässer sich durch die Meerengen nicht vollständig entleeren, und wenn Flut ist, kann es sich nicht vollständig füllen. Somit erreicht das Innengewässer nicht die maximalen Höchst- und Tiefststände des Außengewässers. Der Tidenhub ist also geringer.
Die Tidenumkehr des Innengewässers findet dann statt, wenn Innen- und Außengewässer den gleichen Wasserstand erreichen. Hochwasser im Innengewässer ist daher erst dann, wenn das Außengewässer bereits wieder eine Zeit lang ablaufendes Wasser hatte und auf gleiche Höhe wie das Hochwasser des Innengewässers abgesunken ist. Ähnlich verhält es sich mit dem Niedrigwasser des Innengewässers. Niedrigwasser ist erst dann, wenn das Außengewässer bereits wieder eine Zeit lang auflaufendes Wasser hatte und auf gleiche Höhe wie das Niedrigwasser des Innengewässers angestiegen ist. Die zeitliche Verschiebung der Tidenumkehr von Außen- und Innengewässer kann im Bereich von Stunden liegen.
Das Tidal Choking wird um so stärker, je geringer der Querschnitt der Meerengen im Vergleich zur Größe der Wassermassen des Innengewässers ist. Im Grenzfall, wenn die Meerenge (fast ganz) geschlossen ist, geht die Phasenverschiebung gegen 90° (also ca. 3 Stunden) und der Tidenhub gegen 0.

## Erläuterung an einem Beispiel
Das Nordåsvannet ist ein Fjord, der nur durch eine schmale Meerenge mit dem nächsten Außengewässer verbunden ist und bei dem Tidal Choking auftritt. Hierzu wurde 1963 vom Norwegischen Institut für Wasserforschung (NIVA) eine Studie veröffentlicht.
Tidenhub und Phasenverschiebung:
In Fig. 12 „Observed Tidal Elevation Outside and Inside Straume - March 1961“ wird die Tide an jeweils einem Pegel außerhalb und innerhalb des Fjords im zeitlichen Verlauf miteinander verglichen. Hierbei lässt sich erkennen, dass die Amplitude der Innen-Tide des Fjords im Vergleich zur Außen-Tide auf 40 % bis 50 % verringert ist und mit einer zeitlichen Verzögerung von 1 bis 2 Stunden folgt. Auffällig ist dabei, dass die Tidenumkehr des Innengewässers fast exakt mit dem Zeitpunkt zusammenfällt, zu dem Innen- und Außengewässer den gleichen Pegelstand erreichen. Maxima und Minima der Kurve des Innengewässers sind jeweils an den Schnittpunkten mit der Kurve des Außengewässers. Eine minimale Abweichung kann durch den Zulauf von Frischwasser in den Fjord erklärt werden.
Abhängigkeit vom Querschnitt der Meerenge:
In Fig. 18 und Fig. 19 werden die Ergebnisse von Simulationsexperimenten mit unterschiedlichen Querschnitten der Meerenge miteinander verglichen. Bei dem Querschnitt, der dem tatsächlichen Querschnitt der Meerenge entspricht (63,5 m²), konnte das gleiche Verhalten wie in der Messung zuvor beobachtet werden: ähnliche Verringerung der Amplitude und ähnliche Zeitverzögerung. Bei einem deutlich vergrößerten Querschnitt (135 m²) wurde fast keine Verringerung der Amplitude und nur noch eine sehr geringe Verzögerung beobachtet.

## Vorkommen
- Saltstraumen, Norwegen[3][4], Zeitverschiebung: 1 h 41 min
- Nordåsvannet, Norwegen[1][2], Zeitverschiebung: ca. 2 h
- Negombo Lagoon, Sri Lanka[5]
- Yangshan Harbour, Shanghai, China[6]

## Analogie
Phasenverschiebung bei einem Kondensator mit Vorwiderstand: an einem Beispiel im Youtube-Video:
Übertragen auf Tidal Choking:
- blau: Tidenhub im Außengewässer
- rot: Tidenhub im Innengewässer
- grün (2. Teil des Videos): Strömungsgeschwindigkeit des Wassers durch die Meerenge von außen nach innen. Proportional hierzu ist auch die Differenz der Wasserstände von Außen- und Innengewässer.
- kleiner Potentiometer-Widerstand = schwaches Hindernis (weit offene Meerenge)
- großer Potentiometer-Widerstand = starkes Hindernis (sehr enge Meerenge)

Zum besseren Verständnis: Die grüne Kurve entspricht nicht der Durchflussmenge (z. B. in m³/s), sondern der Strömungsgeschwindigkeit (z. B. in m/s).
Je größer der Potentiometer-Widerstand (also je enger die Meerenge), umso stärker ist das Tidal Choking. Im Grenzfall, wenn die Meerenge (fast ganz) geschlossen ist, geht die Phasenverschiebung gegen 90° (also ca. 3 Stunden) und der Tidenhub gegen 0.